# Радомська губернія
Радомська губе́рнія — одна з західних губерній Російської імперії з центром у місті Радом. На сьогодні територія у складі Польщі.
Утворена 1844 року шляхом злиття Сандомирської та Келецької губерній. Останню було відновлено 1867 року. Проіснувала до 1917 року.

## Адміністративний поділ
Губернія 1897 року поділялась на 7 повітів:
- Ілжецький
- Козеницький
- Конський
- Опатовський
- Опоченський
- Радомський
- Сандомирський

## Населення
Згідно із переписом населення 1897 року, у Радомській губернії мешкало 814 947 осіб. Більшість населення становили поляки (681 061), далі йшли євреї (112 123), росіяни (9 581), німці (8 755), українці (1 642), на інші національності припадало 1,7 тис. осіб.